# 席德·海格
雪梨·艾迪·摩西安（1939年7月14日—2019年9月21日）或稱作席德·海格（英語：Sid Haig），美國男演員、製片人和音樂家。海格時常出演恐怖片，以及在1970年代間於傑克·希爾的黑人剝削電影中演出。他較著名的是在羅伯·殭屍電影《猛鬼1000》（2003年）、《獵殺猛鬼公路》（2005年）、《鬼界超級混蛋》（2009年）和《地獄3人行》（2019年）中飾演史伯汀隊長一角，這使海格和該角稱為了恐怖片界的著名偶像。

## 早期生活
席德·海格出生於加利福尼亞州佛雷斯諾，並在亚美尼亚社區中長大。他的父親海格·摩西安（Haig Mosesian）是一名電工。小時候，他的快速成長妨礙了他的运动协调能力，使他開始上舞蹈課。在7歲時，他是一名兒童聖誕節表演的付費舞蹈演員，後來又參加了雜耍表演節目。
海格還擁有身為鼓手的音樂才能，促使他的父母給他買了一套鼓；而他則掌握了各種各樣的音樂風格，包括搖擺、鄉村、爵士、藍調與摇滚。他發現用音樂賺錢很容易，並在高中讀了一年後就簽下了唱片合約。少年時期，他於1958年與T-Birds一起錄製了單曲〈Full House〉，這在音樂排行榜上排名第四。

## 死亡
2019年9月上旬，海格在洛杉磯的家中摔倒後住院。養傷期間，他在睡眠中嘔吐，而使肺部遭受感染。2019年9月21日，海格因感染的併發症而去世，享壽80歲。

## 外部連結
- 官方网站
- 席德·海格在互联网电影资料库（IMDb）上的資料（英文）
- 在AllMovie上席德·海格的頁面（英文）
- 席德·海格的Discogs页面（英文）